# Copa Santa Catarina de 2014
Ver também Copa SC 2017
A Copa Santa Catarina de 2014 seria a 16ª edição do segundo principal torneio de futebol de Santa Catarina. O campeão, receberia o direito de participar da Copa do Brasil de 2015 e da Série D do Campeonato Brasileiro de 2015. Se este já estivesse classificado às séries A, B ou C, o vice-campeão assumiria. Se este também estivesse, a vaga seria repassada para o 3º colocado (o que somou mais pontos na soma de todo o campeonato, além do campeão e vice e assim por diante).
Porem em 2014 a competição não foi disputada por conta da Copa do Mundo, sendo assim a ascensão para a Série D do Campeonato Brasileiro de 2015 e a Copa do Brasil de 2015 ficaram por conta da Taça Santa Catarina, que foi disputada esse ano no "hexagonal do rebaixamento" do Campeonato Catarinense de 2014.